# Blender
Blender — програмний пакет для створення тривимірної комп'ютерної графіки, що включає засоби моделювання, анімації, рендерингу, після-обробки відео. До версії 2.80 містив рушій Blender Game Engine для створення відеоігор. Пакет є вільним програмним забезпеченням та розповсюджується під ліцензією GNU GPL.
Особливостями пакету є малий розмір, висока швидкість рендерингу, наявність версій для багатьох операційних систем — FreeBSD, GNU/Linux, Mac OS X, SGI Irix 6.5, Sun Solaris 2.8 (sparc), Microsoft Windows, SkyOS, MorphOS та Pocket PC. Пакет має такі функції, як симуляція динаміки твердих тіл (Rigid Body), рідин (Liquid simulation) та м'яких тіл (Soft body), редагування матеріалів і геометрії за принципом вузлів (Nodes), велику кількість легко доступних розширень, написаних мовою Python.

## Можливості

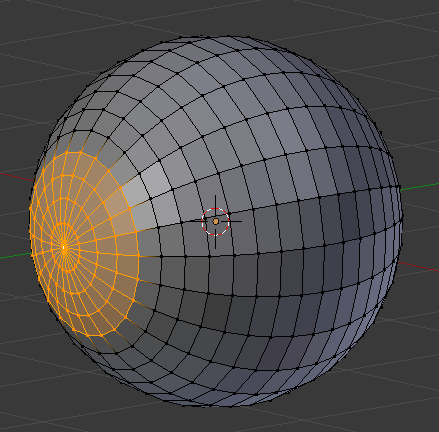
Сфера з виділеними полігонами

### Робота з об'єктами
Характерними особливостями пакету Blender є його невеликий розмір та підтримка багатьох популярних операційних систем. Він підтримує роботу з багатьма геометричними примітивами — базовими полігональними моделями (куб, сфера, циліндр тощо), кривими Безьє, поверхнями NURBS, metaballs, векторними шрифтами. Шляхом їх перетину та зміни розташування й розмірів окремих полігонів створюються всі інші, складніші, об'єкти. Є функція малювання довільних кривих нарисним олівцем (Grease Pencil).
У Blender будь-яка сутність, з якою взаємодіє користувач, називається об'єктом. Це може бути як полігональна модель чи крива, так і джерело світла, камера огляду, арматура моделі тощо, котрі видимі при редагуванні, але не відображаються в фінальній роботі. При цьому дані об'єкта (певна форма/функція) відділені від нього, тому декілька об'єктів здатні використовувати одні й ті ж дані.
Робота з тривимірними моделями відбувається у сцені, розкресленій координатною сіткою. Об'єкти сцени об'єднуються в так звані колекції. За промовчуванням кожна сцена має одну колекцію, але користувачі вільні створювати нові колекції та переміщувати між ними об'єкти для згрупування своєї роботи. Схема сцени відображається за промовчуванням праворуч вгорі. До сцени може додаватися фон або площина із зображенням-зразком для моделювання. Об'єкти можуть бути неактивними (з ними не відбувається взаємодії), активними (відбувається непряма взаємодія) та вибраними (користувач взаємодіє конкретно з цим об'єктом). Всі вони мають координати походження, що враховуються при переміщенні та деформації, та виходять з поворотної точки, що може перебувати за межами самого об'єкта. Blender містить інструменти для моделювання методом скульптингу, що симулює ліплення з глини.

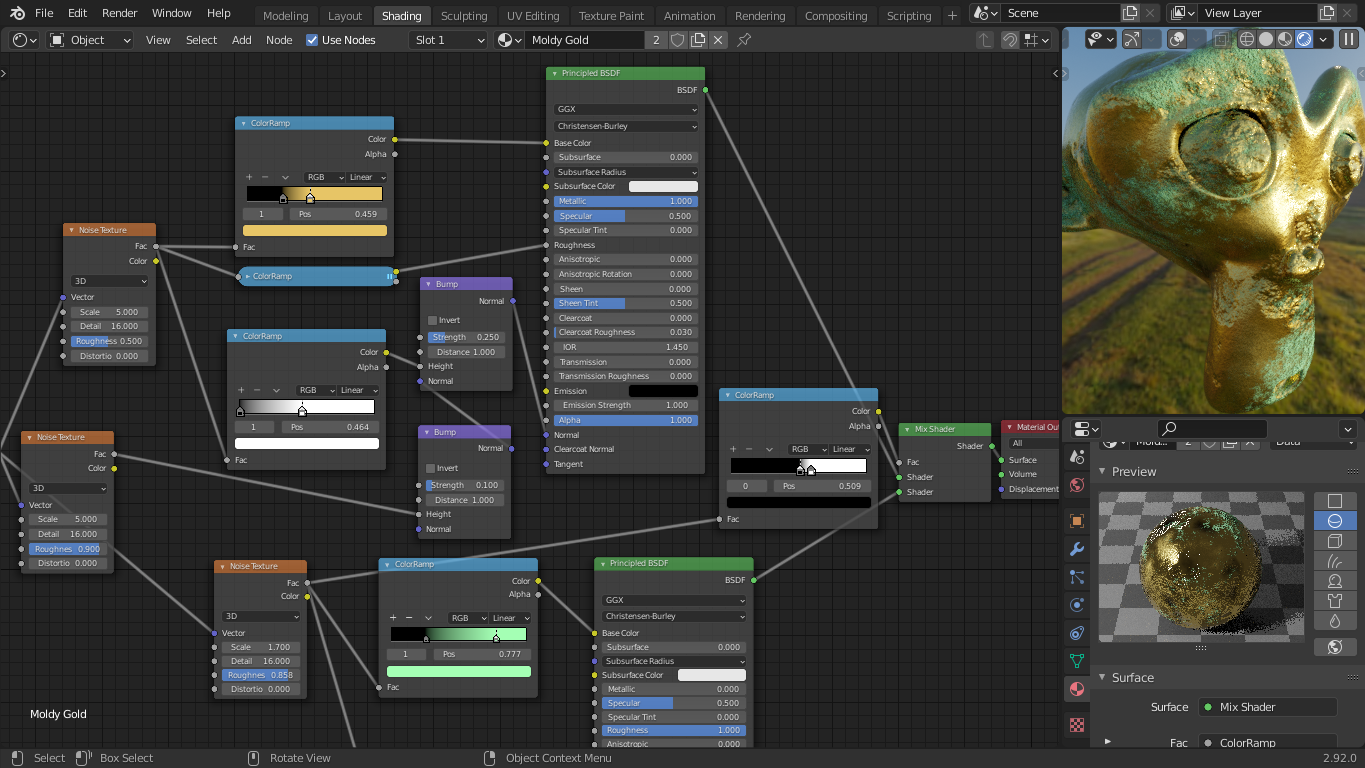
Створення матеріалу за допомогою вузлів

На полігональні моделі можуть накладатися текстури та матеріали. Текстура визначає вигляд моделі (колір, прозорість, імітація шорсткості, блиску тощо), а матеріал додатково визначає взаємодію з іншими об'єктами (заломлення променів світла, відображення, свічення). Створення текстур і матеріалів відбувається за допомогою наочних схем, які складаються з вузлів (нодів, nodes) і зв'язків між ними. Існують вузли, що задають масштаб, яскравість, змішування текстур і т. д. Текстури й матеріали можуть генеруватися процедурно.
Blender містить інструменти анімації, серед яких inverse kinematics, арматурна (скелетна) та сіткова деформація, анімація за ключовими кадрами, нелінійна анімація, timeline, vertex weighting, constraints, динаміка м'яких тіл, включаючи визначення колізій форми об'єктів при взаємодії, динаміка рідин, Bullet динаміка твердих тіл, система волосся на основі частинок та система частинок при визначенні колізій об'єктів.
Програмний пакет можна розширювати доповненнями, котрі упаковуються в архів .zip або являють собою файли .py (Python). Такі доповнення дозволяють, наприклад, генерувати складні моделі, додавати нові інструменти. Python використовується також як засіб імпорту/експорту файлів (наприклад COLLADA), автоматизації завдань.

### Організація сцен

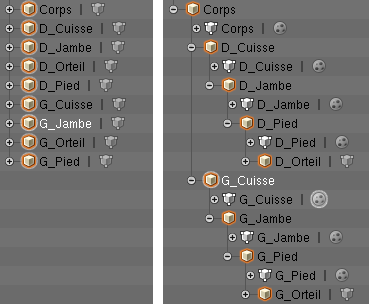
Згорнена та розгорнена структура сцени

Blender використовує внутрішню файлову систему, що дозволяє зберігати декілька сцен з усім їхніми моделями, текстурами (тільки власними, але не імпортованими), звуками, ефектами в єдиному файлі (так званому .blend файлі). Усі «.blend» файли сумісні як із старішими, так і з новішими версіями Blender. Так само, всі вони переносимі з однієї платформи на іншу та можуть використовуватися як засіб перенесення створеного раніше контенту. Налаштування робочого середовища можуть зберігатися у «.blend» файл, завдяки чому, при наступному відкритті файлу користувачі отримають його в тому вигляді, в якому його було востаннє збережено. Файл можна зберегти як «користувацький за умовчанням», і щоразу при запуску Blender отримуватиметься необхідний набір об'єктів та підготовлений до роботи інтерфейс.
У цьому програмному пакеті є функція прив'язування (Link) та прикріплення (Append) до зовнішніх файлів. Прив'язування дає змогу створити посилання на інший файл, не включаючи його до .blend файлу. Прикріплення ж дозволяє перенести з іншого файлу, зокрема й .blend, лише потрібні елементи, як-от окрему модель чи матеріал. При відкритті .blend файлу він показується в такому випадку як низка папок з підпапками та файлами.
Blender регулярно робить резервні копії проєктів під час всієї роботи програми, що дозволяє зберегти дані при непередбачених обставинах. Проте, вміст «.blend» файлу менше схожий на структурований опис об'єктів та їхніх взаємин, і ближче до прямого дампу області пам'яті програми. Це робить практично неможливим перетворення цілих «.blend» файлів в інші формати. Перетворити можна лише окремі моделі, які він містить.

### Інтерфейс користувача

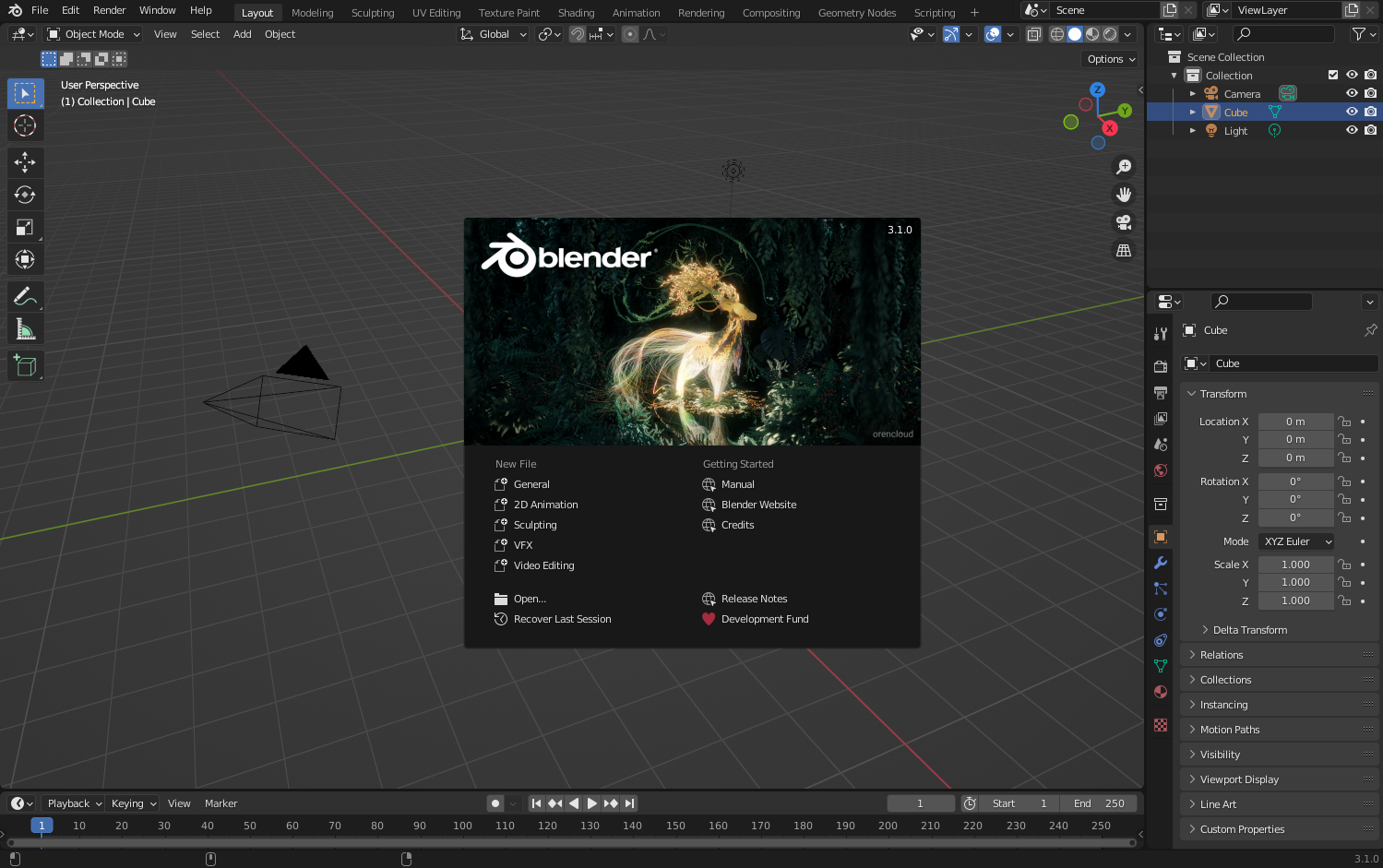
Blender версії 3.1.0

Основу інтерфейсу складають горизонтальні вкладки (робочі простори), кожна з яких відведена під певну категорію функцій, що дозволяє легко перемикатися між різними завданнями, забезпечуючи різні дії над 3D моделями в одному вікні. Праворуч у кожній вкладці містяться панелі інструментів, які мають власні вкладки, розташовані вертикально. Практично кожна функція має відповідне їй поєднання клавіш, і враховуючи кількість наданих можливостей у Blender, кожна клавіша включена в більш ніж одне поєднання (shortcut). З того часу як Blender став проєктом з відкритим вихідним кодом, було додано повні контекстні меню до усіх функцій, а використання інструментів зроблене логічнішим та гнучкішим. Користувацький інтерфейс підтримує колірні схеми оформлення, прозорі плаваючі елементи, які розширюють функціональність Blender-а. До окремих об'єктів і навіть їхніх полігонів можна прикріплювати нотатки.
Користувацький інтерфейс Blender-а містить такі головні вкладки:
- Layout (Подання) — головний робочий простір для перегляду сцени та її простих налаштувань.
- Modelling (Моделювання) — модифікація геометрії інструментами моделювання.
- Sculpting (Скульптинг) — модифікація геометрії інструментами скульптингу.
- UV Editing (Редагування розгортки) — підлаштування координат текстури до поверхні тривимірної моделі.
- Texture Paint (Малювання текстури) — малювання текстур на поверхні моделі.
- Shading (Шейдинг) — надання моделі матеріалів.
- Animation (Анімація) — налаштування зміни моделі з часом.
- Rendering (Рендеринг) — налаштування, показ і аналіз фінальної картинки.
- Compositing (Компонування) — комбінування картинок і їхня пост-обробка.
- Geometry Nodes (Геометричні вузли) — процедурне моделювання.
- Scripting (Скриптування) — написання скриптів для автоматизації дій[10].

### Рендеринг

Фотореалістичний рендер, отриманий у Blender

Для рендерингу Blender використовує декілька рушіїв. Рендеринг може відбуватися як на центральному, так і на графічному процесорі. Вигляд відрендереної картинки залежить від текстур, матеріалів, освітлення, обраної камери огляду та налаштувань обраного рушія. Об'єкти можуть поміщуватися на різні шари рендерингу, яким відповідають певні колекції об'єктів. Це потрібно, наприклад, для симуляції розмиття в міру віддалення від камери.
- Workbench — призначений для дуже швидкого відображення моделей з урахуванням лише кольору та освітлення.
- Eevee — дозволяє швидко отримувати картинку, проте без складних ефектів, як-от відбиття чи заломлення променів.
- Cycles — містить фізичний рушій, здатний обчислювати трасування променів. Завдяки цьому Cycles під силу відтворювати фотореалістичну картинку, проте на це потрібно більше часу[5].

Також на безоплатній основі доступні зовнішні рушії, такі як:
- Octane Render від Otoy з можливістю безкоштовного використання на одній графічній карті[11].
- LuxCoreRender[12].
- ProRender від Radeon[13].
- Appleseed[14].

## Системні вимоги
| Обладнання         | Мінімальні                         | Рекомендовані                               |
| ------------------ | ---------------------------------- | ------------------------------------------- |
| Процесор           | 4-ядерний ЦП                       | 8-ядерний ЦП                                |
| Оперативна пам'ять | 8 Гб                               | 32 Гб                                       |
| Відеокарта         | 2Гб ОЗП, OpenGL 4.3                | OpenGL 4.3 карта з 8ГБ відеопам'яті         |
| Екран              | 1280×768 пікселів, 16-бітний колір | 1920×1080 пікселів, 24-бітний колір         |
| Прилади для вводу  | Мишка з трьома кнопками            | Мишка з трьома кнопками і графічний планшет |

І хоча для повноцінної роботи потрібна мишка з трьома кнопками або коліщатком-кнопкою, програма може емулювати її, використовуючи гарячі клавіші.

## Історія

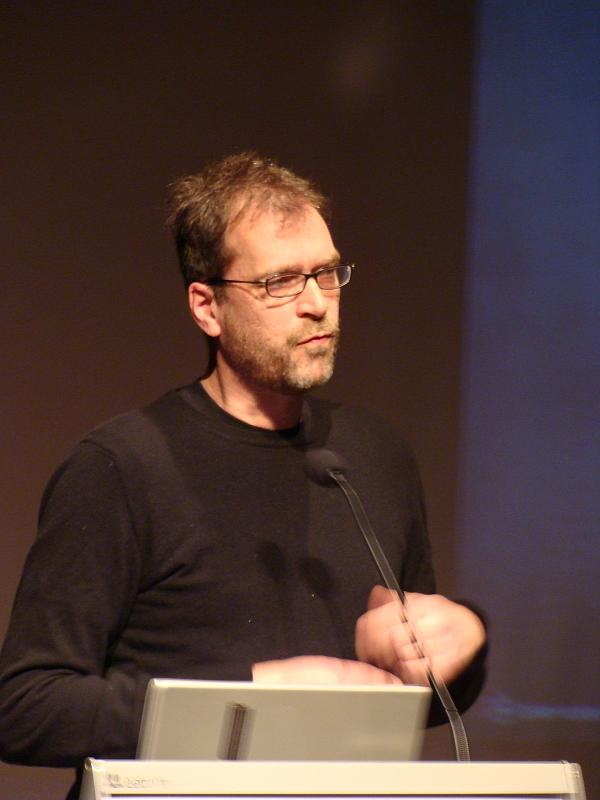
Тон Розендал, 2008 р.

### Започаткування
Blender був розроблений як робочий інструмент голландською анімаційною студією NeoGeo (не має стосунку до ігрової консолі Neo-Geo), провідною студією цього напрямку в Європі. В червні 1998 року автор Blender-а, Тон Розендал (Ton Roosendaal), заснував компанію Not a Number (NaN) з метою подальшого розвитку та супроводу Blender. Програма розповсюджувалася за принципом умовно-безкоштовного програмного забезпечення (англ. shareware), на відміну від інших програм для роботи з тривимірною графікою того часу. В 1999 вона привернула увагу конференції SIGGRAPH, на якій була широко розрекламована. NaN завдяки цьому найняла близько 50 співробітників і влітку 2000 року видала Blender версії 2.0. На кінець 2000 року на сайті NaN зареєструвалося 250 тис. користувачів Blender.
У квітні 2001 NaN запустила програму Blender Publisher, призначену об'єднати ринок мережевої тривимірної графіки. Проте інвестори не були зацікавлені в ній. У 2002 році компанія NaN збанкрутувала. Зусиллями Тона Розендала кредитори погодилися на зміну ліцензії розповсюдження Blender на користь GNU GPL з умовою одноразової виплати €100000. 18 липня 2002 року почалася програма зі збору спонсорських пожертвувань на покриття необхідної суми. Вже 7 вересня 2002 року було оголошено про те, що необхідна сума набрана і в планах перевести найближчим часом вихідний код і сам Blender під ліцензію GPL.
13 жовтня 2002 року, новозаснована компанія Blender Foundation представила продукт під ліцензією GNU GPL. З того часу, після версій 2.2x, Blender є проєктом з відкритим вихідним кодом і розвивається при активній підтримці Blender Foundation. Всього за один місяць версію Blender версії 2.44 завантажили 800 000 людей по всьому світу.

### Сюзанна
В лютому 2002, вже було зрозуміло що компанія NaN не виживе і закриється в березні. Тим не менш, там зробили ще один реліз, Blender 2.25. Художники і розробники вирішили залишити про себе згадку і додали великоднє яйце у формі 3D моделі голови шимпанзе. Модель була створена Віллемом-Паулом ван Овербруггеном (SLiD3), який назвав її «Сюзанною» на честь орангутанга з фільму Кевіна Сміта «Джей і мовчазний Боб завдають удару у відповідь».
Сюзанна є блендерівською альтернативою більш поширеним тестовим моделям, таким як Чайник з Юти чи Стенфордський кролик. Модель низькополігональна, містить 500 граней. Вона часто використовується як швидкий і простий спосіб перевірити матеріали, текстури, освітлення і анімації. Її просто додати до сцени як примітив для тестування різних можливостей Blender-а.
Найбільше змагання з моделювання в Blender дає нагороду, що називається Suzanne Award.

### Версії
З того моменту, як код програми став відкритим, він зазнав не лише значних змін, але й отримав багато нових можливостей. Частині цих змін сприяла програма Summer of Code від Google, у якій Blender Foundation бере участь з 2005 року.

#### 1x
- 1.00 — січень 1994: Blender у розробці на анімаційній студії NeoGeo.
- 1.23 — січень 1998: версія SGI, опублікована на веб, IrisGL.
- 1.30 — квітень 1998: версії для Linux та FreeBSD, портування на OpenGL та X11.
- 1.3x — червень 1998: засновано NaN.
- 1.4x — вересень 1998: випущено альфа-версію для Sun і Linux.
- 1.50 — листопад 1998: опубліковано перший посібник з Blender.
- 1.60 — квітень 1999: запроваджено C-key (платні функції за $95), випущено версію для Windows.
- 1.6x — червень 1999: випущено версію для BeOS та підтримка комп'ютерів на базі PowerPC.
- 1.80 — червень 2000: скасовано C-key, Blender знову став повністю безкоштовним (freeware).

#### 2x
- 2.00 — серпень 2000: 3D-інтерактивний та реально-часовий рушій.
- 2.10 — грудень 2000: новий рушій, фізика та Python.
- 2.20 — серпень 2001: система анімації персонажів.
- 2.21 — жовтень 2001: запуск Blender Publisher.
- 2.2x — грудень 2001: версія для macOS.

#### 2.2x

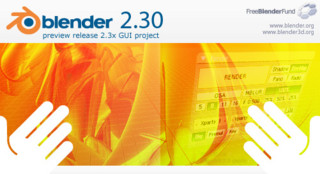
Вітальний екран Blender 2.30

- 2.25 — жовтень 2002: Blender Publisher стає вільно доступним, та створюється майданчик кодерів Blender-а.
- 2.26 — лютий 2003: перший справді відкритоджерельний випуск Blender'а.
- 2.27 — травень 2003: другий відкритоджерельний випуск Blender'а.
- 2.28x — липень 2003: перший випуск із серії 2.28х.

#### 2.3x
- 2.30 — жовтень 2003: попередній випуск 2.3х UI, представлений на 2-й Конференції Blender.
- 2.31 — грудень 2003: оновлення проєкту до стабільної версії 2.3х UI.
- 2.32 — січень 2004: переглянуто здатності внутрішнього зображування, рендерингу.
- 2.33 — квітень 2004: повернено ігровий рушій, підтримка ambient occlusion, нові процедурні текстури.
- 2.34 — серпень 2004: обрахунок взаємодії частинок, LSCM-розкладання UV, інтеграція YafRay, виважені складки у підподілених поверхнях, градієнтні шейдери, повний oversampling (OSA).
- 2.35 — листопад 2004: гачки об'єктів, деформації кривих та звуження кривих, дублікатори частинок.
- 2.36 — грудень 2004: покращена стабільність роботи, покращення розкладання нормалей та зміщення за картою.
- 2.37 — червень 2005: інструменти трансформацій та віджети, м'які тіла, силові поля, відхиляння, прирістне підподілення поверхонь, прозорі тіні та багатопотоковий рендеринг.

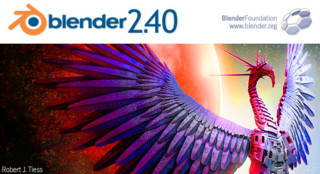
Вітальний екран Blender 2.40.

#### 2.4x

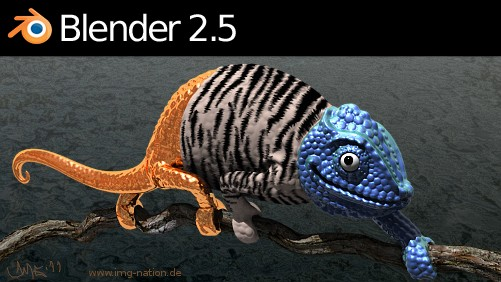
Вітальний екран Blender 2.57

- 2.40 — грудень 2005: перероблення системи арматури, ключі форм, симуляція волосся за допомогою частинок, симуляція рідин і твердих тіл.
- 2.41 — січень 2006: виправлення помилок і функції ігрового рушія.
- 2.42 — липень 2006: вузли, модифікатор Array, векторне розмиття, новий фізичний рушій, рендеринг, ліпсинк.
- 2.43 — лютий 2007: мультироздільні меші, багатошарові UV-текстури, багатошарові зображення та багатопрохідний рендеринг і запікання текстур, скульптинг, ретопологія, симуляція лінз об'єктива, вузли спотворення та фільтрації, вдосконалення моделювання та анімації, покращене малювання кількома пензлями, частки рідин, проксі-об'єкти, перезапис секвенсера, постобробка UV текстур.
- 2.44 — травень 2007: нові модифікатори та відновлення підтримки 64-бітних ОС, додано підповерхневе розсіювання.
- 2.45 — вересень 2007: виправлення помилок і проблем продуктивності.
- 2.46 — травень 2008: вдосконалення симуляції волосся, нова система часток, покращений перегляд зображень, симуляція одягу, нерозривний і невтручальний фізичний кеш, удосконалення рендерингу та заломлень, запікання ambient occlusion і рендеру, модифікатор Mesh Deform для м'язів, покращена підтримка інструментів арматури і малювання, шкіри, обмежень руху.
- 2.47 — серпень 2008: виправлення помилок.
- 2.48 — жовтень 2008: холодні GLSL-шейдери, вдосконалення освітлення та глобального довкілля, попередньої картинки, симуляція неба, модифікатор Shrinkwrap, вдосконалення редагування Python.
- 2.49 — червень 2009: вузли текстур, нарис арматури, вдосконалення операцій Boolean, підтримка JPEG2000, малювання проєкції, каталг скриптів Python. Відеотекстури, вдосконалення фізичногорушія Bullet, рендеринг «риб'ячого ока».

#### 2.5x
- 2.5x — з 2009 по серпень 2011: серія попередніх версій від альфа 0 (листопад 2009) до бета (липень 2010) і трьох стабільних версій (від 2.57 (квітень 2011) до 2.59 (серпень 2011)). Запроваджено цілком новий інтерфейс, можливість призначати власні клавіатурні скорочення, нова система анімації, система додатків (addon), які можна завантажувати з інтернету та вмикати/вимикати прямо під час роботи, симуляція диму та води, модифікатор Solidify, оновлений набір інструментів з покращеною функціональністю, об'ємний рендеринг, оптимізоване трасування променів.

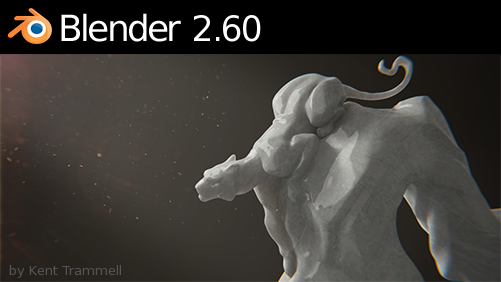
Вітальний екран Blender 2.60

#### 2.6x

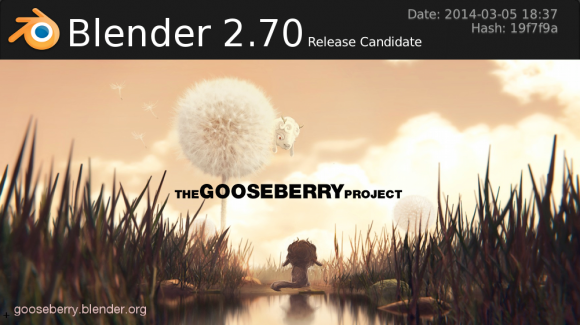
Вітальний екран Blender 2.70

- 2.60 — жовтень 2011: інтернаціоналізація користувацького інтерфейсу, покращення у системі анімації та ігровому рушії, групи вагомостей вершин модифікаторів, 3D аудіо і відео та виправлення помилок.
- 2.61 — грудень 2011: рендерер Cycles, відстежувач камери, динамічне малювання для модифікування текстур з контактом/наближенням до сітки полігонів, модифікатор «Океан» для імітації океану і піни на його поверхні, нові додатки, виправлення помилок і більше розширень для Python API.
- 2.62 — лютий 2012: бібліотека кривих, відстежування об'єктів, модифікатор Remesh, вдосконалення глобального довкілля, вдосконалені метрики й вектори в Python API, нові додатки, виправлення помилок.
- 2.63 — квітень 2012: Bmesh з підтримкою n-бічних полігонів, приховування скульптингу, панорамна камера в Cycles, текстура довкілля дзеркальної кулі і текстури плаваючої точності, шари масок у рендерері, показ ambient occlusion у попередньому перегляді, показ фону та шарів рендеру. Нові додатки експорту, виправлення помилок.
- 2.64 — жовтень 2012: редактор масок, вдосконалення відстежування руху, OpenColorIO, вдосконалення Cycles, вдосконалення секвенсера, вдосконалені інструменти Inset і Bevel, нові вузли ключових кадрів, маски скульптингу, вдосконалення Collada, модифікатор Skin, нові вузли композиції, виправлення помилок.
- 2.65 — грудень 2012: покращення системи вогню і диму, анізотропічний шейдер для Cycles, покращення модифікаторів, інструмент Скосу тепер включає округлення, нові додатки та виправлено помилок.
- 2.66 — лютий 2013: динамічна топологія, симуляція пасивного тіла, вдосконалення інтерфейсу та сприйняття, підтримка волосся в Cycles, інструмент Bevel підтримує роботу з окремими вершинами, модифікатор Mesh Cache і оновлений модифікатор UV Warp, механізм вирішення SPH particle fluid, виправлення помилок.
- 2.67 — травень 2013: додано Freestyle, покращення системи малювання, підповерхневе розсіювання для Cycles, бібліотека Ceres у відстежнику руху, нові кастомні вузли на Python, нові засоби моделювання сітки, краща підтримка для тексту UTF-8 та покращення у редакторах тексту, нові додатки для 3D друку, виправлення помилок.
- 2.68 — липень 2013: нові й покращені засоби моделювання, три нові вузли для Cycles, покращення у відстежнику руху, скрипти та драйвери на Python вимикаються при запуску програми після аварійного завершення роботи, виправлення помилок.
- 2.69 — жовтень 2013: більше засобів моделювання, покращено роботи Cycles, площинне відстеження додано у відстежник руху, краща підтримка імпорту/експорту FBX та виправлення помилок.

#### 2.7x

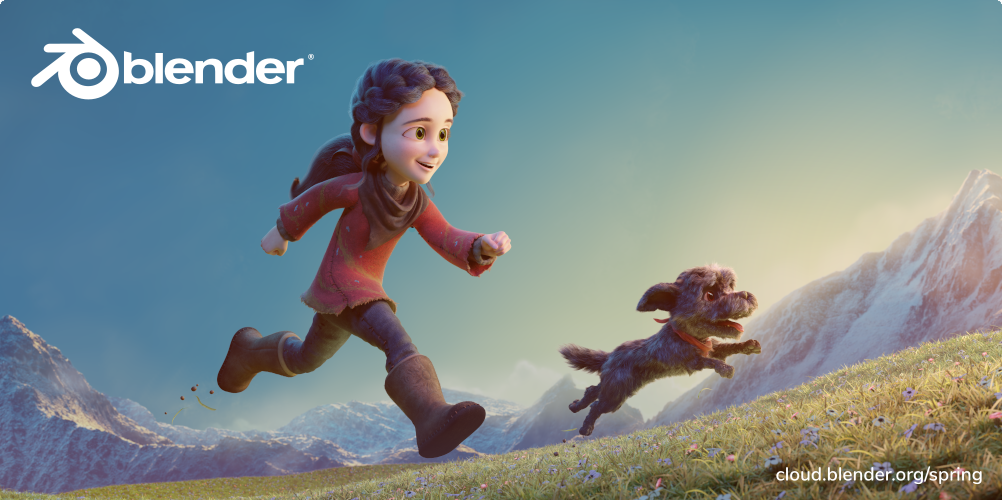
Вітальний екран Blender 2.80

- 2.70 — березень 2014: базова підтримка об'ємних об'єктів на CPU в Cycles, більше покращень для відстежника руху, два нові модифікатори моделювання, деякі покращення узгодженості інтерфейсу користувача та виправлення помилок.
- 2.71 — червень 2014: розмиття в русі та вогонь/дим у Cycles, сповіщення стало можливо пересовувати. Оптимізація продуктивності при скульптингу, нові типи інтерполяції в анімації, вдосконалення глобального довкілля, виправлення помилок.
- 2.72 — жовтень 2014: підтримка об'ємних об'єктів і підповерхневого розсіювання на GPU в Cycles, вдосконалені кругові меню та підказки, інструмент Intersection, оновлений вузол Sun Beam для композитингу, Freestyle тепер працює в Cycles, удоскоанлення робочого простору малювання, виправлення помилок.
- 2.73 — січень 2015: покращена підтримка об'ємів у Cycles, оновлення для Grease Pencil, версія під Windows отримала редактори методу вводу — Input Method Editors (IMEs) та загальні покращення щодо малювання, Freestyle, секвенсера та додатків.
- 2.74 — березень 2015: підтримка кастомних нормалей, компонування огляду вікна та покращення динаміки волосся.
- 2.75 — липень 2015: вбудовані стерео/мультиперегляду конвеєра даних, модифікатор Smooth Corrective, новий граф залежностей.
- 2.76 — листопад 2015: підтримка техніки Pixar OpenSubdiv, приріст продуктивності для попереднього перегляду й оглядача файлів, автозсув вузлів та смужка текстових ефектів для секвенсера.
- 2.77 — березень 2016: підтримка OpenVDB для кешування симуляцій диму/об'ємів, покращене підповерхневе розсіювання в Cycles, покращений робпотік та розташування штрихів Grease Pencil, перероблена бібліотека оброблення для керування відсутніми та видаленими блоками даних.
- 2.78 — вересень 2016: підтримка сферичних стереозображень для VR в Cycles, Grease Pencil працює подібніше до інструментів інших 2D програм, Підтримка імпорту/експорту Alembic, вдосконалення Bendy Bones для простішого та зручнішого ригінгу.
- 2.79 — вересень 2017: зменшення шуму в Cycles, вловлювання тіней, новий шейдер Principled. Вдосконалення Grease Pencil та Alembic. Варіанти підтримки для шаблонів програми.

#### 2.8x
- 2.80 — лютий 2019: перероблений користувацький інтерфейс для легшого орієнтування, вдосконалений попередній перегляд, гізмо та інструменти. Новий рушій рендеру Eevee. Grease Pencil зроблено повноцінним інструментом 2D малювання та анімації. Запроваджено колекції об'єктів. Удосконалення Cycles, моделювання, анімації, імпорту/експорту, графів залежностей.
- 2.81 — листопад 2019: оновлені інструменти скульптингу, прискорення рендерингу Cycles OptiX, вдосконалене усунення шуму, вдосконалення Eevee, перезапис бібліотек, покращення інтерфейсу.
- 2.82 — лютий 2020: підтримка UDIM і USD, система Mantaflow для симуляцій рідин і диму, усунення шуму на базі ШІ, покращення Grease Pencil.
- 2.83 — червень 2020: огляд сцени у віртуальній реальності, нові типи об'ємних об'єктів, адаптивний семплінг Cycles, усунення шуму в попередньому перегляді Cycles, покращення скульптингу.

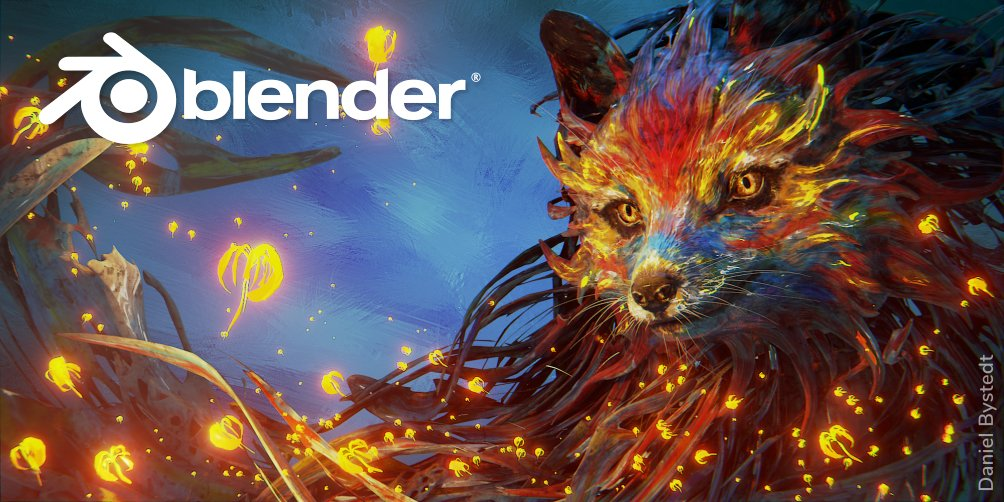
Вітальний екран Blender 2.90

#### 2.90x
- 2.90 — листопад 2020: вдосконалені текстури неба, розмиття в русі у Eevee, вдосконалення скульптингу, покращення інтерфейсу, вдосконалені інструменти моделювання, пришвидшене розмиття в русі у Cycles.
- 2.91 — грудень 2020: вдосконалення огляду структури сцени, пошук вмісту сцени, вдосконалені операції Boolean, криві анімацій, покращення об'ємних об'єктів і відображення, перероблені інструменти скульптингу.
- 2.92 — лютий 2021: геометричні вузли, інструмент додавання примітивів, вдосконалення скульптингу, редагування кривих у Grease Pencil, запікання кольору вершин у Cycles, симуляція рідин APIC, вдосконалення відеосеквенсера.
- 2.93 — червень 2021: нові геометричні вузли, вдосконалення скульптингу, модифікатори ліній для Grease Pencil, вдосконалення глибини розмиття для Eevee, перероблений дизайн робпотоку Cryptomatte[16].

#### 3x

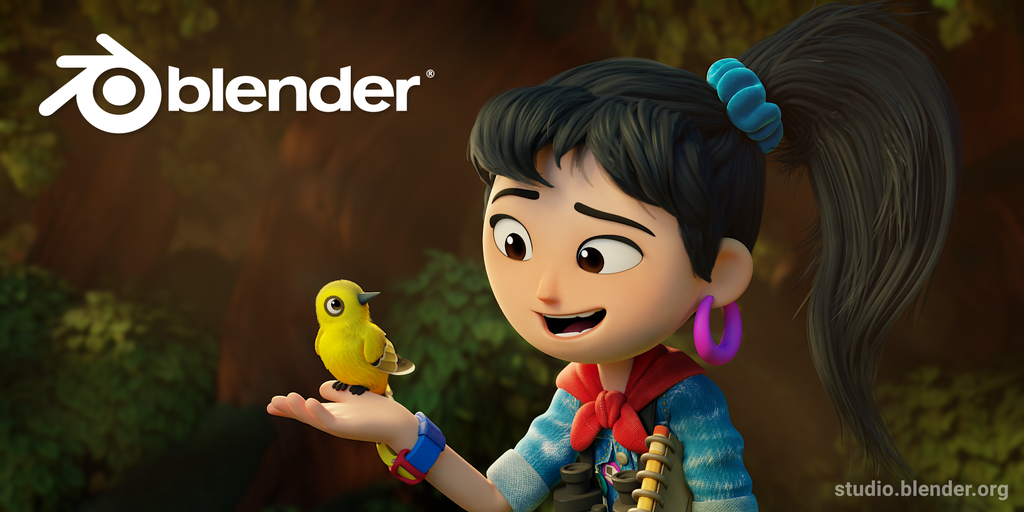
Вітальний екран Blender 3.0

- Вітальний екран Blender 3.03.0 — грудень 2021: перероблений рендерер Cycles, який працює в 2-8 разів швидше, якісніший попередній перегляд сцени. Вдосконалений пригнічувач шуму OpenImageDenoise. Вдосконалення тіней, кольорові тіні. Анізотропія та індекс заломлення при підповерхневому розсіюванні світла. Прибрано кубічне та Ґаусове підповерхневе розсіювання, прибрано семплінг CMJ і пригнічувач шуму NLM. Бібліотеки моделей, поз і матеріалів. Додаткові геометричні вузли[20].
- 3.1 — березень 2022: підтримка API Metal на комп'ютерах Apple. Пришвидшення редагування сітки та роботи деяких модифікаторів. Індексування бібліотек моделей. Підтримка великих зображень у редакторі зображень. Пришвидшений експорт форматів .obj та .fbx. Зменшено використання ресурсів геометричними вузлами та нові геометричні вузли.
- 3.2 — червень 2022: об'єднання джерел світла у групи, каустика тіней, просторове розмиття в русі. Рендер за допомогою AMD GPU на Linux. Малювання в режимі скульптингу, колірні маски, фільтрування за кольором. Автоматична штриховка нарисним олівцем між опорними точками, «ручка» кривих ліній. Колекції в наборах. Підтримка формату зображень WebP, покращена підтримка .ghtf i .fbx. Додаткові та вдосконалені геометричні вузли.
- 3.3 — вересень 2022: оновлена система волосся з підтримкою скульптингу та геометричних вузлів. Процедурне створення UV-розгорток текстур. Нові геометричні вузли, зокрема вузли пошуку шляху між гранями. Автоматичні контурні тіні в режимі нарисного олівця. Визначення площин із зображення. Прискорений рендеринг на кількох GPU. Пакування UDIM-текстур до файлу .blend. Покращена підтримка форматів .abc, .obj, і .usd.
- 3.4 — грудень 2022: зменшення шуму при складному освітленні за методом Open Path Guiding Library. Вдосконалення семплінгу в Cycles, зокрема додано метод Sobol-Burley. Покращене використання атрибутів у геометричних вузлах. Опція «запікання» відблисків на текстурах лише з позиції камери. Автоматична маска в скульптингу за западинами, видимими частинами та вказаною областю. Пензель впорядкування UV-розгортки. Перегляд окремо зміни атрибутів у геометричних вузлах. Додаткові геометричні вузли для роботи з сіткою, кривими та об'єктами в цілому.
- 3.5 — квітень 2023: більше опцій моделювання волосся через геометричні вузли. Підтримка пензлів векторного зміщення для скульптингу (швидке додавання складних форм на модель). Покращене відображення результатів обробки зображення у режимі перегляду. Вдосконалена швидкодія на macOS із підтримкою API Metal. Якісніше відображення освітлення в Cycles при кількох джерелах світла. Додаткові налаштування освітлення[21].
- 3.6 — червень 2023: вузли симуляції рідин, тканин, зіткнень тощо в геометричних вузлах. Пришвидшена робота в Cycles. Підтримка апаратного трасування променів для графічних процесорів AMD, Intel та Apple Silicon. Раціональніші автоматичні UV-розгортки. Зручніший інтерфейс[22].

#### 4x

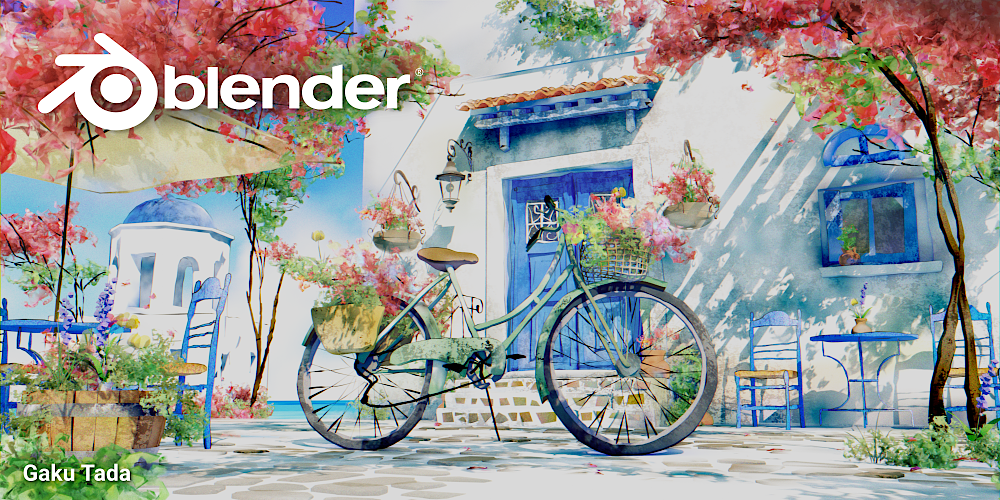
Вітальний екран Blender 4.0

- Вітальний екран Blender 4.04.0 — листопад 2023: перероблений базовий шейдер (Principled BSDF). Покращене збереження кольору в пересвічених місцях. Нові деталі в текстурі ділення Вороного. Можливість для джерел світла впливати лише на конкретні елементи сцени. Покращене освітлення блискучих поверхонь. Застосування геометричних вузлів як звичайних модифікаторів геометрії та нові геометричні вузли. Задання повторюваних зон у геометричних вузлах. Покращене «прилипання» одних об'єктів до інших. Можливість пошуку в усіх меню «Додати» (об'єкт, вузол тощо) і в меню верхньої панелі. Новий шрифт інтерфейсу та нові сполучення клавіш. Колекції арматур. Новий рендерер для попереднього перегляду — Storm[23].
- 4.1 — березень 2024: «запікання» в групах вузлів, що дозволяє не обробляти заново всі кроки при зміні геометрії. Створення меню для перемикання між параметрами в інтерфейсі групи вузлів. Нові геометричні вузли. Модифікатор «Розмиття за кутом», що розмиває ребра, розташовані під вказаним і меншим кутом. Підтримка GPU в знешумлювачі OpenImageDenoise. Нові вузли в композиторі зображення. Полегшене додавання ключових кадрів анімацій. Ієрархічний перелік «кісток» арматури. Перемикання між «кістками» при роботі з розподілом ваги. Відображення траєкторії руху об'єктів при перегляді з камери. Пришвидшена робота відеосеквенсера[24].
- 4.2 — липень 2024: підтримка зміщення в EEVEE, покращене освітлення та підповерхневе розсіювання світла, попередній перегляд розмиття в русі у Cycles. Шейдер для відображення «порталів» у інші місця сцени на гранях моделей. Синій шум(інші мови) у рендерингу, покращене знешумлення зображення. Доповнення й теми об'єднано в категорію «Розширення». Встановлення розширень методом «перетягни і кинь». Удосконалене тонування. Підтримка графічного процесора в композитингу[25].
- 4.3 — листопад 2024: відображення освітлення чи затінення лише на окремих зонах моделей у EEVEE. Оновлений шейдер металів. Процедурна текстура Ґабора. Вдосконалений композитинг. Покращена UV-розгортка на плавних формах. Спрощена реалізація повторюваних дій у геометричних вузлах. Додавання ґізмо в геометричних вузлах. Покращена підтримка нарисного олівця в геометричних вузлах. Власні попереджувальні написи в геометричних вузлах. Об'єднання малюнків нарисним олівцем у групи. Градієнтна заливка контурів нарисного олівця. Пензлі для нарисного олівця та скульптингу. Винесення зон інтерфейсу в окремі вікна та їхнє підсвічування. Інформативніший опис зображень[26].
- 4.4 — березень 2025: підвищено стабільність і швидкість роботи. Змішування різних анімацій в одну дію на панелі анімації. Пришвидшена робота відеосеквенсера. Можливість вибрати всі полігони з певною кількістю вершин. Інструмент вирівнювання поверхні в скульптингу. Покращена оптимізація сітки. Нові теми оформлення та оптимізація робочого простору[27].
- 4.5 — липень 2025: повна підтримка Vulkan. Імпорт файлів і редагування нормалей у геометричних вузлах. Розширення використання нарисного олівця в геометричних вузлах. Пришвидшена загальна швидкодія. Точніше самозатінення об'єктів. Нові вузли для композитингу зображення. Можливість переглядати UV-розгортки в будь-якому режимі відображення. Прямий імпорт хмар точок. Покращене автоматичне заповнення отворів. Випадкова варіативність інструментів скульптингу. Обтинання об'єктів з використанням многовида. Детальніші налаштування інтерфейсу та ручне створення попереднього перегляду для наборів[28].

## Відомі проєкти, виконані в Blender

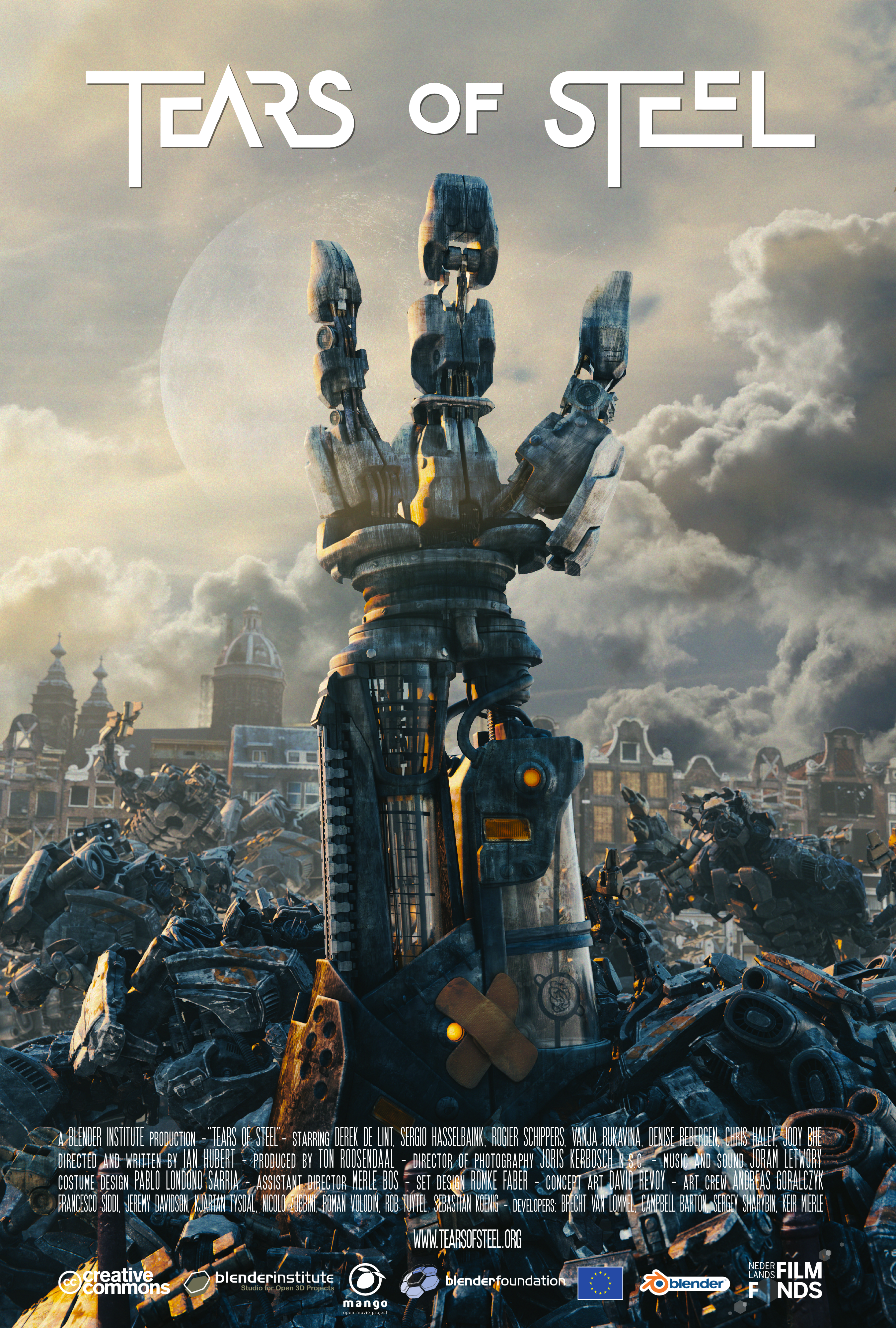
Плакат фільму «Сльози сталі» (2012)

Першим великим професійним проєктом, в ході якого був використаний Blender, став фільм «Людина-павук 2» (2004). Blender використовувався для створення аніматики (animatics) і превізуалізації.
«П'ятниця і Робінзон» (2005) — це перший 35 мм фільм, в якому всі спецефекти були створені на робочих станціях GNU/Linux. Фільм виборов приз на Міжнародному кінофестивалі у Локарно. Спецефекти були виконані Digital Graphics, Бельгія.
У вересні 2005 деякі відомі Blender-художники і розробники взялися до роботи над коротким фільмом «Мрія слонів», використовуючи виключно вільне програмне забезпечення, у рамках проєкту, відомого як Orange Movie Project. Результатом їхньої роботи став фільм, прем'єра якого відбулася 24 березня 2006 року. Другий проєкт Blender Foundation зі створення «відкритого фільму» — це «Великий Бак» (2008). Робота над цим короткометражним фільмом почалася 1 жовтня 2007 року та завершилася прем'єрою 10 квітня 2008 року. Основна частина фінансування проєкту велася за рахунок перепродажу DVD з фільмом та додатковими матеріалами про творців та процес розробки.
«Бунт пернатих» (2010) — комерційний проєкт компанії Manos Digitales Animation Studio, який був цілком створений за допомогою Blender. Прем'єра фільму відбулася у лютому 2010 року в Аргентині. Фільм «Сльози сталі» (2012) здебільшого виконаний у Blender.
Blender використовувався студією Barnstorm VFX у співпраці зі студією Theory Animation для створення візуальних ефектів другого сезону серіалу «Людина у високому замку» (2015—2019). Також цей програмний пакет задіювався при створенні серіалу «Ходячі мерці» (2010-) студії Goodbye Kansas.
Фінальні титри фільму «Диво-жінка» (2015) зроблено в Blender. Крім того в Blender виконувався фільм «Next Gen» (2018) від Netflix, створений Tangent Animation у 2018 році, та для створення концепт-арту динозаврів для «Світу Юрського Періоду» (2015).
У Blender виконувався перезапуск аніме-серіалу «Євангеліон» студії Khara. При створенні фільму «Я втратив своє тіло» (2019) від Netflix активно використовувався інструмент Grease Pencil.
Амстердамська студія Submarine використовувала Blender для створення тривимірного довкілля й трекінгу відео у вебсеріалі «Скасувати» (2019). Анімаційний фільм «Потік. Останній кіт на Землі» (2024) виконувався у  Blender за допомогою рушія рендеру EEVEE.
«Солтис-5» (2023—2025) — науково-фантастичний псевдодокументальний короткометражний серіал Пола Шадейссона.
Blender послуговуються такі студії з розробки відеоігор, як Embark Studios, Egosoft, EA Games, Paper Bunker, Gameloft, Wolfire, Wube Software, Goodbye Kansas, Infinity Ward, Ubisoft.

### Англомовні
- blender.org — офіційний сайт Blender
- Blender Wiki англійською
- Журнал BlenderArt англійською.
- Blender Artists — Official Blender User Support Forum

### Україномовні
- Навчальна стаття про Blender (англійський інтерфейс користувача) у вікі-підручнику [Архівовано 14 серпня 2004 у Wayback Machine.]
- Навчальна стаття про Blender (український інтерфейс користувача) у вікі-підручнику [Архівовано 14 серпня 2004 у Wayback Machine.]